# Poullaouen
Poullaouen é uma comuna francesa na região administrativa da Bretanha, no departamento Finisterra. Estende-se por uma área de 71,55 km². Em 2010 a comuna tinha 1 522 habitantes (densidade: 21,3 hab./km²). Em 1 de janeiro de 2019, a antiga comuna de Locmaria-Berrien foi incorporada ao seu território.